# Lutkemeerpark
Het Lutkemeerpark is de officieuze benaming van een park in het westen van de Lutkemeerpolder. 

## Park
Het parkje ontstond deels in de jaren negentig toen aan de zuidrand van genoemde polder een bedrijvencentrum werd ingericht dat beperkt werd gehouden tot de zuidoostpunt van de polder. Naar het westen toe hield de bebouwing plots op bij de Lutkemeerweg, die noord-zuid loopt. Ten westen daarvan werd ten behoeve van recreatiegebied Tuinen van West in het zuiden het complex Nutstuin Lutkemeer ingericht, maar er bleef nog een kwart cirkel grond met uitloper over tussen de dijk behorend bij de Ringvaart van de Haarlemmermeerpolder en Lutkemeerweg. Het zuidelijk deel werd ingericht als park, maar daarna voornamelijk aan haar lot overgelaten. Het noordelijk deel is meer gestructureerd als een voormalig akkerbouwgebied (rechte sloten en kavels). Het is een zogenaamd drasland, deel van Natuurnetwerk Nederland. De Etnastraat met daarin brug 2128 doorsnijdt het park op haar smalste punt, maar is daar alleen toegankelijk voor voetgangers en fietsers. Voor bezoekers is aan de Etnastraat parkeergelegenheid.
Het Noord-Hollandpad, wandelroute van Texel tot Huizen voert door het park.

## Infrastructuur
Het waterig gebied wordt doorsneden door meest onverharde wandelpaden, soms bestrooid met grit, soms onbestrooid en soms ook gewoon bestaand uit verhoogd grasland. Een deel maakt deel uit van een trimparcours dan wel wandelpad. Het geheel gaat schuil achter allerlei rietkragen. In de zuidpunt is een houten uitkijkpost geplaatst. Vanwege de waterhuishouding waren drie bruggetjes en een aantal duikers noodzakelijk.

### Brug 2156-2158
Verspreid over het zuidelijk deel liggen drie voetbruggen, die echter ook landbouwvoertuigen moeten kunnen dragen, want het park is niet aangesloten op de openbare weg. Bruggen 2157 ligt daarbij in een enigszins verhard pad, bruggen 2156 en 2158 liggen in een wandelpad op gras. Brug 2156 kan daarbij ook als uitkijkpost fungeren, ze ligt relatief hoog over het water.

## Afbeeldingen

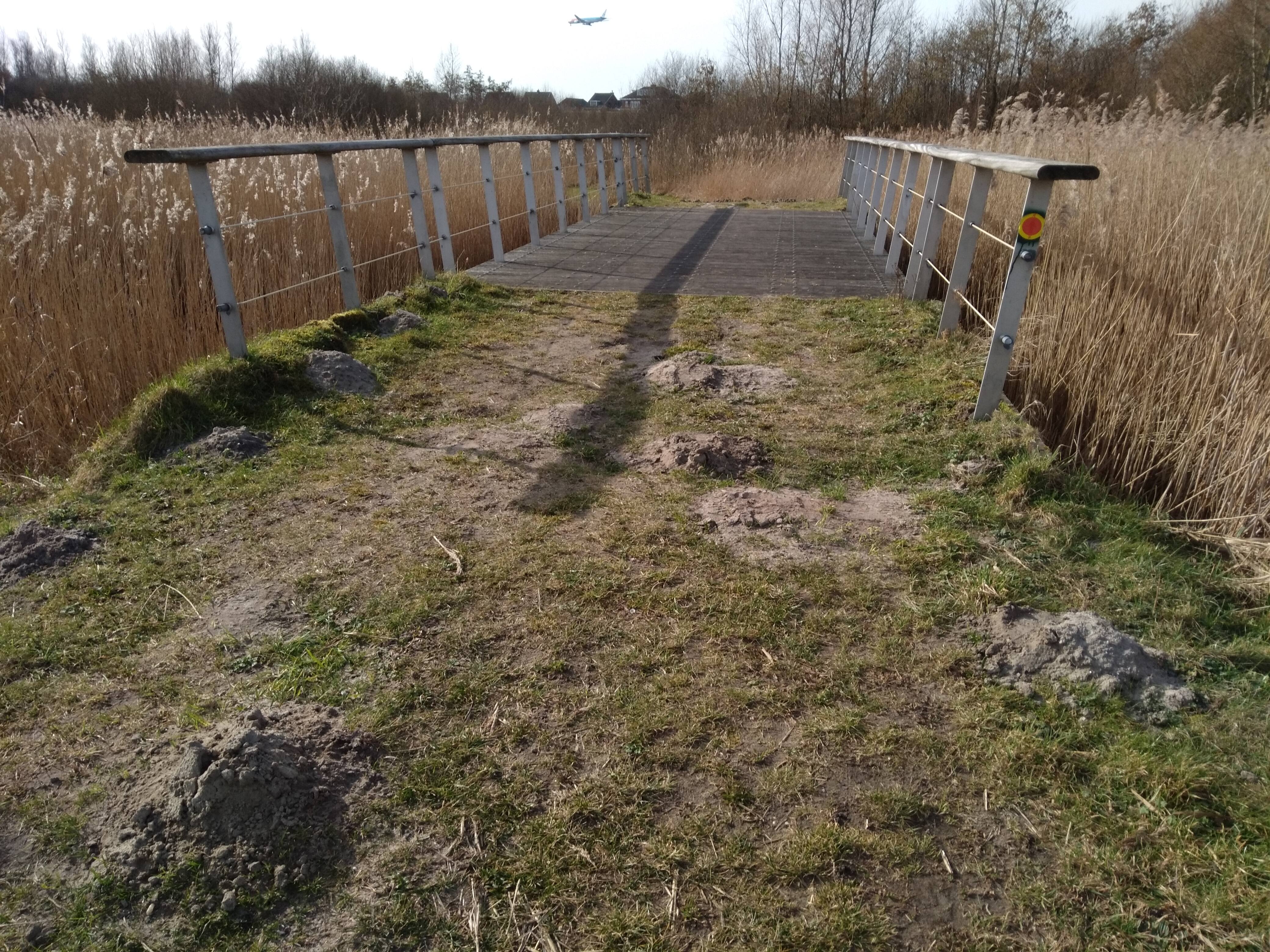
Brug 2156 in een graspad (februari 2021)
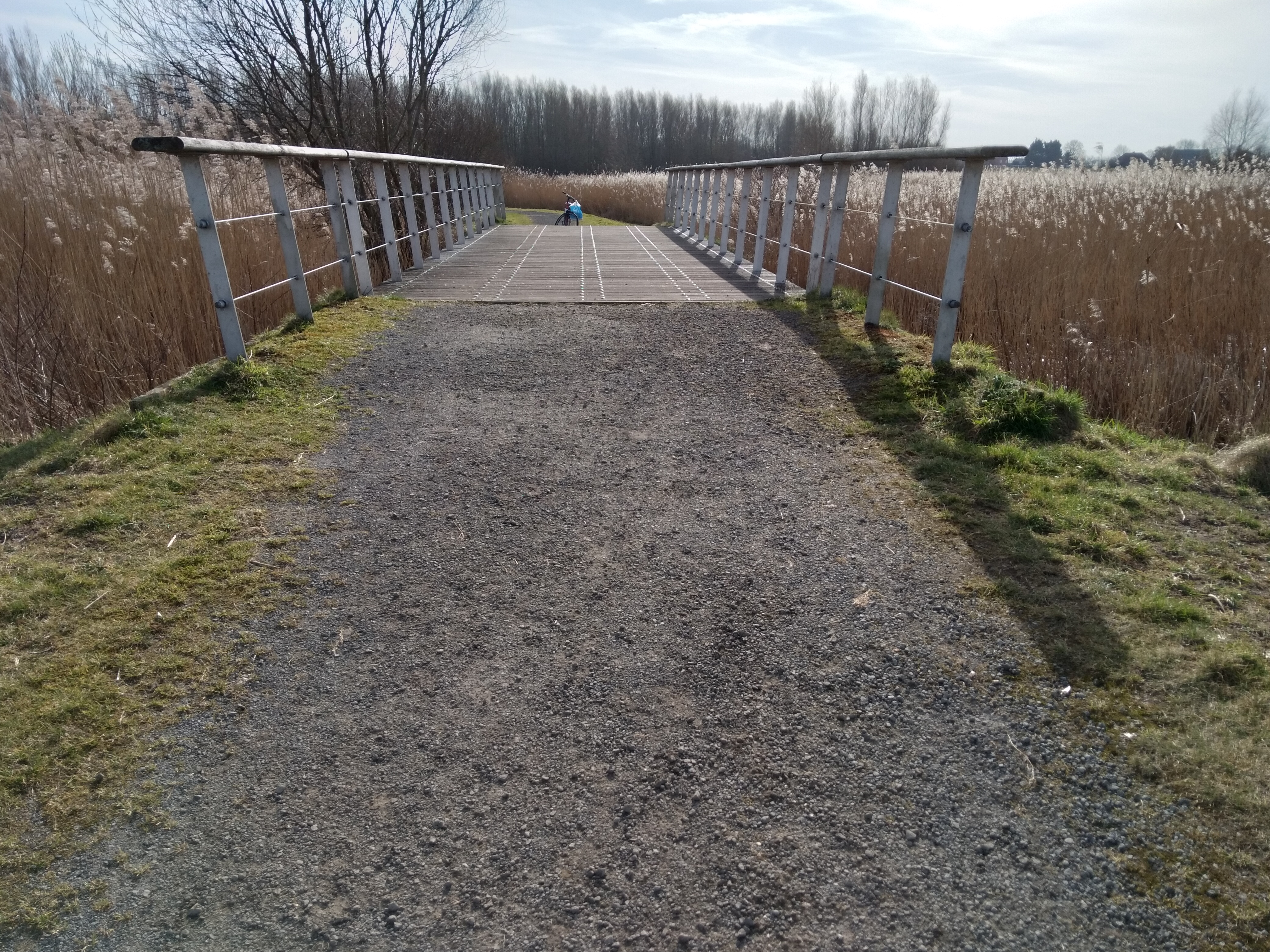
Brug 2157 in een verhard pad (februari 2021)
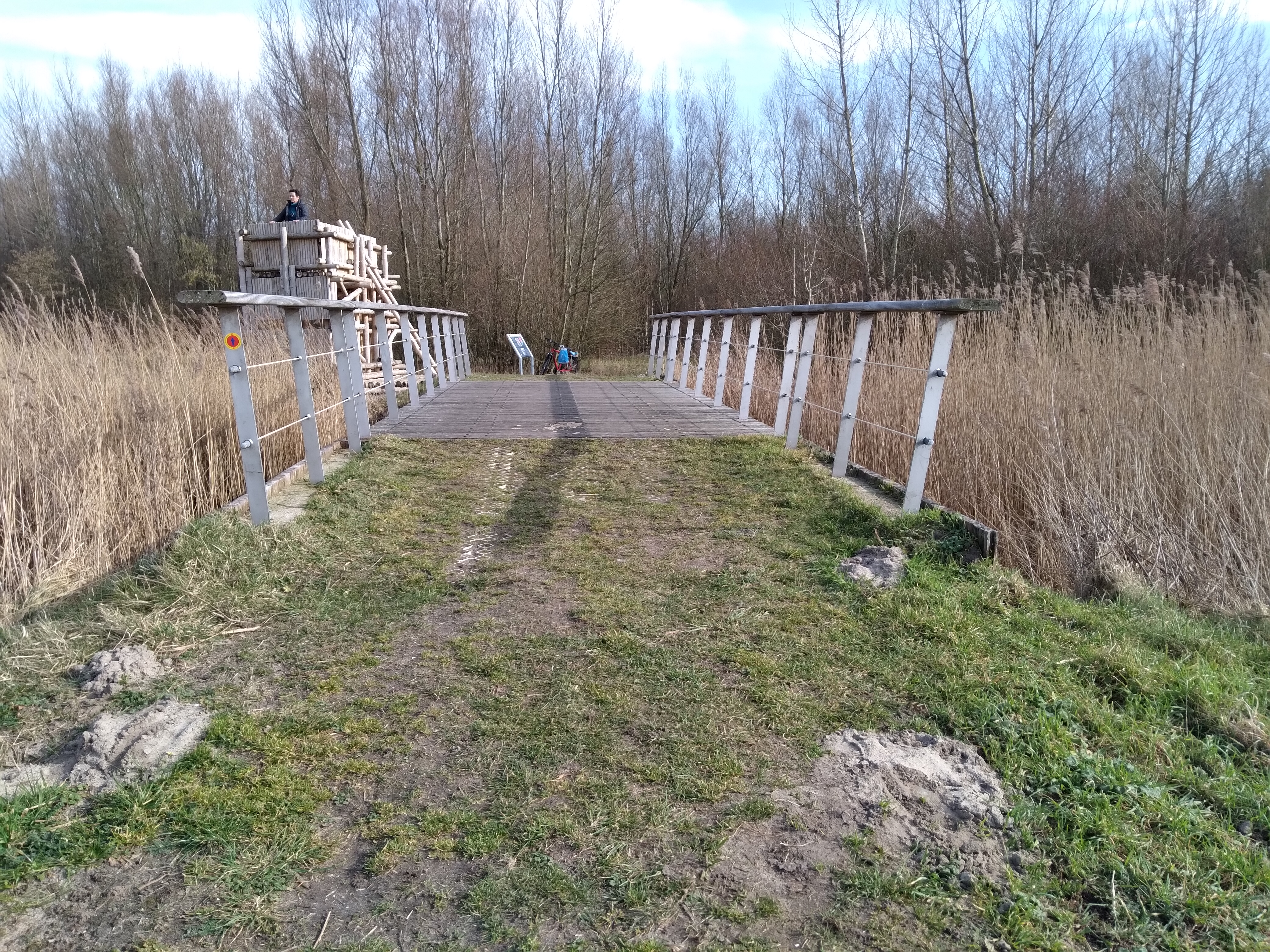
Brug 2158 met uitkijkpost (februari 2021)

2100 · 2102 · 2103 · 2105 · 2106 · 2107 · 2108 · 2109 · 2110 · 2111 · 2112 · 2113 · 2114 · 2115 · 2120 · 2121 · 2125 · 2127 · 2128 · 2129 · 2130 · 2131 · 2132 · 2133 · 2134 · 2135 · 2136 · 2137 · 2138 · 2139 · 2140 · 2141 · 2142 · 2143 · 2144 · 2145 · 2146 · 2147 · 2148 · 2149 · 2150 · 2151 · 2152 · 2153 · 2154 · 2155 · 2156 · 2157 · 2158 · 2159 · 2160 · 2161 · 2162 · 2163 · 2164 · 2165 · 2166 · 2167 · 2168 · 2169 · 2170 · 2171 · 2172 · 2173 · 2174 · 2175 · 2176 · 2178 · 2179 · 2180 · 2181 · 2182 · 2183 · 2184 · 2185 · 2186 · 2188 · 2189 · 2190 · 2191 · 2192 · 2193 · 2194 · 2195 · 2196 · 2197 · 2198 · 2199
Overige brugnummers zijn niet (meer) vergeven, behalve brug 2177, een verdwenen brug in Park Frankendael.